# Variometer

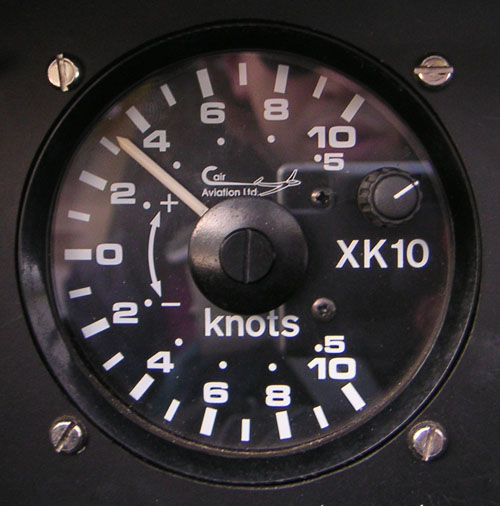
Variometer

En variometer är ett flyginstrument som anger hur mycket lufttrycket utanför planet förändrar sig per tidsenhet. Förändringen i lufttryck räknas om till stig- eller sjunkhastighet som redovisas på instrumentet. Vanligast är att instrumentet indikerar i meter per sekund eller fot per minut. Variometern är inget obligatoriskt instrument i lätta flygplan men om man avser att landa på snö, is eller vatten skall instrumentet finnas ombord.
Vid skärmflygning är den enklaste formen av variometer en liten tryckmätare som ger ifrån sig en "stigande signal" då den rör sig uppåt i luftlagren. Vid sjunkande rörelser kan den antingen vara tyst eller ge ett dovare ljud som indikerar att man befinner sig i sjunkande rörelse. De vanligaste, mera avancerade variometrarna är försedda med en skala som visar aktuell sjunk- eller stighastighet. 
Värdena kan dessutom lagras i ett minne. Vitsen med att använda en variometer är att kunna veta om man följer med termiken upp eller inte.